# موریهه اوشیبا
موریهه اوئه شیبا (به ژاپنی: 植芝 盛平 Ueshiba Morihei) بنیان‌گذار ورزش رزمی آیکیدو است. اغلب به او لقب بنیان‌گذار (به ژاپنی: 開祖 Kaiso) یا استاد بزرگ (به ژاپنی: O'Sensei 大先生/翁先生) را دادند.
او در سال ۱۸۸۳ در کشور ژاپن دیده به جهان گشود و پس از هشتاد و شش سال عمر در سال ۱۹۶۹ دیده از جهان فروبست. وی درسبک‌های متعددی از جمله جوجوتسو دارای مدرک بود و همچنین در به‌کارگیری از نیزه و شمشیـر مهارتی خاص داشت. وی با تغییر و تعدیل برخی از فنون جوجوتسو، از آن‌ها در آیکیدو استفاده نمود و فنون منحصر به فرد دیگری را نیز درهنر رزمی خود بکارگرفت.
آیکیدو نامی است که او برای هنر رزمی خود انتخاب نمود. این کلمه مرکب از سه جـزء آی، کی و دو می‌باشد که معنای اصلی آن‌ها به ترتیب هماهنگی، نیروی درونی و راه و روش می‌باشد. تلفظ آی به معنای هماهنگی، با آی به معنای عشـق یکی است و اوئه شیبا از هر دو آنها، برای رساندن پیام این هنر رزمی بهره می‌برد.

## زندگی

### تولّد
در ۱۴ دسامبر سال ۱۸۸۳ در استان تانابه، واکایاما از پدر و مادری بنام یُرُکو و یوکی به دنیا آمد.

### دههٔ اوّل
سال ۱۸۹۰ در هفت سالگی در معبـدی در نزدیکی خانه‌اش خواندن و نوشتن را آموخت. در سیزده سالگی به مدرسه راهنمایی واکایاماکن دای نی جین چو رفت ولی پس از یکسال منصرف شد. در چهارده سالگی معلم چرتکه و محاسبات ریاضی سنتی شد و در اداره مالیات مشغول بکار شد. در هجـده سالگی کار اداره مالیات را رها کرد و برای کار به توکیو رفت. سال ۱۹۰۲ در نوزده سالگی مغازه‌ای دایر کرد و به تمرین جـودو پرداخت. به‌علت مریضی به شهر تانابه برگشت و هر روز در کوهستانها خود را قوی می‌کرد و در همین سال ازدواج کرد.

### دههٔ دوّم
سال ۱۹۰۳ در بیست سالگی به خدمت سربازی در اُساکا رفت و آنقدر در کار تیراندازی و شمشیر بازی مهارت داشت که به او پیشوای سربازها می‌گفتند. از استان اُساکا به استان واکایاما رفت تا در جنگ نی چی رو شرکت کند و مرتب ورزش می‌کرد. در بیست و شش سالگی با نظر دولت دربارهٔ یکی شدن معابد مخالفت کرد و به پیروزی رسید.
- سال ۱۹۱۲ در بیست و نه سالگی از طرف دولت به او پیشنهاد شد به هوکایدو برود و او با پنجاه و چهار خانوار به هوکایدو منطقه مُن بتسو گون شی راتاکی گِن رفتند. در سی و یک سالگی در روستای کامی یوبِتسو کارهای زیادی انجام داد و او را شی راتاکی اُ نامیدند.

### دههٔ سوّم
سال ۱۹۱۵ در سی و دو سالـگی در هتلی در اِن گارو بنام هی ساتا با استاد مشهور جوجوتسو، تاکِدا سـوکاکو آشنا شـد و بـه هنر رزمی جـوجوتسو پرداخت. در سن سی و پنج سـالگی یکی از مقامات بالای ارتش مُنبِتسو گون در روستای کامی بِتسو شد. در سی و شـش سالگی در زمان مرگ پدر، موریهه به شهر خود برگشت و در بین راه به کیوتو آیابه رفت و با رهبران مذهبی معروف، بنام دِگوچی اُنی زابورُ آشنا شد.
سال ۱۹۲۰ در سی و هفـت سالـگی پس از مرگ پدرش همراه با خانواده اش به کیوتو آیابه رفت تا در آنجا زندگی کند. در آنجا به ورزش پرداخت و باشگاهی بنام کلاس اوئه شیبا را دایر نمود.
سال ۱۹۲۲ در سی و نه سالگی نام آی‌کی را برای ورزش خود برگزید و به دیگران ابلاغ کرد.

### دههٔ چهارم
در چهـل و دو سالگی به همه گفت که راه آی‌کی را با جدیت دنبال کنند و در پائیز همان سال بـه دعوت دریادار تاکِ شیتا رئیس نیروی دریایی به توکیو رفت تا در آیاماگُشو به تدریس آیکیدو بپردازد.
سال ۱۹۲۷ در چهل و چهار سالگی همراه خانواده خود به توکیو رفت و خانه‌ای اجاره کرد و همچنین مکانی اجاره کرد و در آنجا به تمرین پرداخت و در چهل و شـش سالگی، معلم ورزش دریا نوردان شد.
سال ۱۹۳۰ در چهل و هفت سالگی برای دایر کردن کلاسی به مِجی رُشی مُراچی آیی نقل مکان کرد و کلاسی دایر کرد که اجاره‌ای بود در این کلاس از استاد جیگورو کانو بنیان‌گذار جودو دعوت کرد به تماشای فنون آیکیدو بپردازد و فنون موریهه را از نزدیک مشاهده نماید. در چهل و هشت سالگی در شین جوکو واکاماتسوچو کلاسی دایر کرد که نامش را کُبوکان قرارداد و در آنجا شاگردان زیادی بـه دور او جمع شدند.

### دههٔ پنجم
سال ۱۹۴۰ در پنجاه و هفت سالگی از دولت و مجلس بورسیه گرفت، مکانی به نام زایدان هُجین کُبوکای را دایر کرد و آی کی جوتسو را ورزش آی کی نامید و در استان ایباراکی محله ایواما کلاسی در بیرون از خانه خود دایر کرد.
سال ۱۹۴۲ در پنجاه و نه سالگی ورزش آی کی را آی‌کی‌دو نامید.

### دههٔ ششم
سال ۱۹۴۳ در شصت سالگی در استان ایباراکی محله ایواما معبد آیکیدو را ساخت.
سال ۱۹۵۲ در شصت و نه سالگی به شهرهای مختلف سفر کرد و آیکیـدو را گسترش داد.
در هفتاد و هفت سالگی در تلویزیون ژاپن گواهینامه شی جو هُشو را در روز بونکا گرفت.

### دههٔ هشتم
سال ۱۹۶۴ در هشتاد و یک سالگی (تابستان این سال) از طرف امپراتور ژاپن به خاطر آیکیدو، مدال افتخار دریافت نمود.
- سال ۱۹۶۶ در هشتاد و سـه سالگی از کشور برزیل از کلیسای کاتولیک آپُستُ لیکا اُرتو دُشیا از طرف بالاترین مقام کلیسا بهترین لقب کاتولیک (آپست لیکا اُرتودشیا هاکشاکو) برای او ارسال شد.

سال ۱۹۶۹ در هشتاد و شـش سالگی به خاطر کار بزرگی که انجام داده بود (ابداع ورزش آیکیدو) از استاندار واکایاما مـدرک تانابه شیمییُ شیمین را دریافت کرد و از مجله ایواما، ایواماچو مییُ چُمین را گرفت.

## مرگ
در بامداد یکی از روزهای سال ۱۹۶۹ ساعت ۵ صبح بدرود حیات گفت. روز قبل از فوت مدرکی بنام سیگُ ای کونسان تُ زویی هُـشُ را دریافت کرد.